# Rita Fan
Rita Fan Hsu Lai-tai (GBM GBS CBE JP) (chinois : 范徐麗泰 ; chinois simplifié : 范徐丽泰 ; cantonais Jyutping : faan6 ceoi4 lai6 taai3), née Hsu, le 20 septembre 1945 à Shangai en Chine, est une personnalité politique de Hong Kong. Elle est la première présidente du Conseil législatif de Hong Kong (1998 à 2008) à la rétrocession de Hong Kong à la Chine et membre du Comité permanent de l'Assemblée nationale populaire (CPANP).
Elle fait ses premiers pas en politique lorsqu'elle est nommée au Conseil législatif de Hong Kong en 1983, puis accède au Conseil exécutif de Hong Kong en 1989 jusqu'à ce qu'elle démissionne en 1992. Par la suite, elle développe des relations étroites avec les autorités chinoises de Pékin et assume la fonction de présidente du Conseil législatif provisoire (en) mis en place par Pékin à la veille du transfert de souveraineté sur Hong Kong à la Chine. Elle conserve son poste de présidente du conseil législatif de la Région administrative spéciale de Hong Kong (RASHK) et se présente pour la première fois aux élections directes de la circonscription géographique de l'île de Hong Kong en 2004.
Peu avant de prendre sa retraite du conseil législatif en 2008, Fan devient membre du comité permanent de l'Assemblée populaire nationale (ANP) en 2008, où elle est députée de Hong Kong au sein de l'assemblée législative nationale depuis 1997. Elle siège au comité permanent jusqu'à sa retraite en 2018.

## Biographie

### Jeunesse et formation
Hsu née à Shanghai en Chine le 20 septembre 1945.

### Vie de famille
Hsu épouse l'homme d'affaires Stephen Fan Sheung-tak en 1974. Il meurt d'un cancer du foie en 2004. Le couple a un fils Andrew Chun Wah (范駿華) né en 1978 et une fille Stephanie Ling Wah (范凌華) née le 20 août 1976. Leur fille souffre d'une insuffisance rénale en 1994 et Fan fait don d'un rein pour sauver la vie de sa fille,. En 2001, un cancer du sein est diagnostiqué chez Fan, qui subi une mastectomie.

### Carrière politique coloniale
Fan fait ses premiers pas en politique lorsqu'elle est nommée au Conseil législatif de Hong Kong par le gouverneur Edward Youde en 1983.
Fan défend avec force l'éducation dans la langue maternelle et suggère que le gouvernement augmente le nombre de diplômés universitaires parmi les enseignants du primaire. Elle insiste pour que le gouvernement britannique de Hong Kong rapatrie les boat people vietnamiens réfugiés à Hong Kong, une question importante à l'époque, afin de protéger les intérêts des résidents de Hong Kong.
Elle est ensuite nommée au Conseil exécutif par le gouverneur David Wilson en 1989 et sert comme l'une de ce que le parti communiste chinois a l'habitude d'appeler les « laquais coloniaux ». Après l'Élection du Conseil législatif de Hong Kong de 1991 (en), qui voit l'émergence du camp pro-démocratie au sein du corps législatif, Fan rejoint les membres nommés dirigés par Allen Lee (en) pour former le groupe parlementaire conservateur Co-operative Resources Centre (en) en 1991, qui se transforme bientôt en Parti Libéral de Hong Kong (en). Elle occupe des postes au sein des conseils exécutif et législatif, jusqu'à ce que le nouveau gouverneur Chris Patten lui demande de démissionner du conseil exécutif afin qu'il puisse réformer le conseil. En raison de l'approche conflictuelle de Patten dans la présentation de la Réforme électorale à Hong Kong de 1994 (en) à laquelle les autorités de Pékin sont fortement opposées tout comme Fan, elle décide de démissionner du Conseil exécutif et du Conseil législatif en 1992.

### Présidente du Conseil législatif
Peu après sa retraite du gouvernement colonial, elle accepte un poste au sein du Emperor Group (en), dirigé par Albert Yeung, qui a de multiples antécédents judiciaires, ce qui suscite la controverse.
En 1993, elle accepte également la nomination par Pékin au Preliminary Working Committee (en), puis au Preparatory Committee for the Hong Kong Special Administrative Region (en). Elle est ensuite élue par le Comité de sélection (en) parmi les 400 personnes au Conseil législatif provisoire (en), une législature provisoire mise en place par Pékin et jugée anticonstitutionnelle par le camp pro-démocratie. Elle est élue présidente du Conseil législatif provisoire. Elle est sévèrement attaquée pour son changement de camp et est traitée de « caméléon » et de « Jiang Qing de Hong Kong », Jiang Qing, chef de la bande des quatre de la révolution culturelle chinoise et épouse de Mao Zedong, devenue, dans l'esprit des chinois, l'incarnation d'une femme dirigeante terrifiante.

### Comité permanent de l'Assemblée nationale populaire

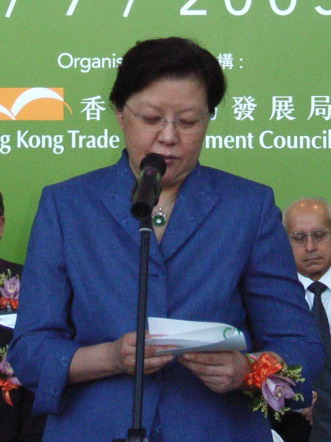
Rita Fan, présidente du Conseil législatif, en juillet 2005.

Fan est élue pour la première fois à l'Assemblée nationale populaire en 1997. Peu avant sa retraite du Conseil législatif en 2008, elle est promue au Comité permanent de l'Assemblée nationale populaire (CPANP). Entre autres services, elle est également présidente du conseil d'administration de l'Association for Celebration of Reunification of Hong Kong with China Charitable Trust Fund, conseillère honoraire de la Hong Kong Federation of Women, mécène de la Hong Kong Kidney Foundation, de la Hong Kong Transplant Sports Association et de la Whole Person Education Foundation.
Lors de l'élection du chef de l'exécutif de Hong Kong de 2012, Fan exprime son intérêt pour le poste et perd beaucoup de soutien et de respect de la part du public en prenant six mois pour envisager sa candidature. Après de nombreuses spéculations dues à la prévarication, Fan annonce qu'elle ne participera pas parce que son âge et sa santé deviendraient des préoccupations pour ce mandat du chef de l'exécutif ; et elle apporte son soutien au Premier secrétaire de l'administration Henry Tang. Cependant lorsque la liaison extraconjugale d'Henry Tang est révélée, Fan lui retire son soutien. Après la victoire de l'ancien président du Conseil exécutif, Leung Chun-ying, Fan reste critique à l'égard de l'administration Leung. Elle estime que ses critiques à l'égard de Leung lui ont coûté des voix, qui passent de 2 896 à 2 790 lors de sa réélection au comité permanent en 2013.
Fan ne se représente pas aux L'élection du Congrès national du peuple à Hong Kong en 2017 (en) en raison de la limite d'âge officieuse de 70 ans.

### Après le Comité permanent

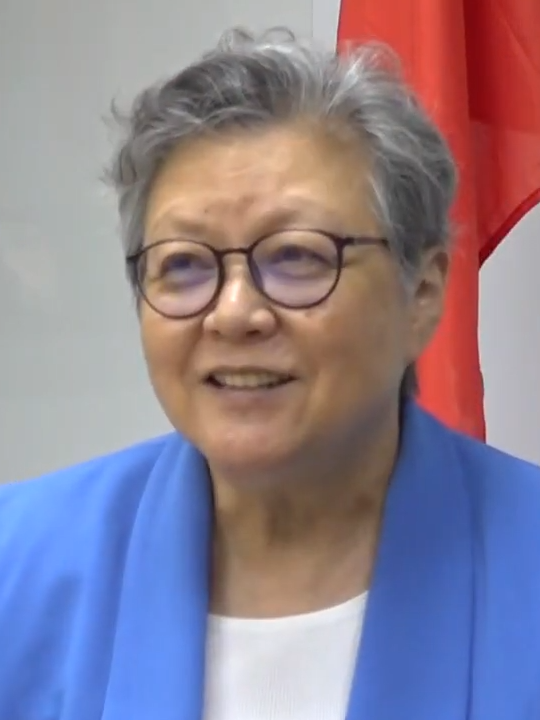
Rita Fan, interviewée en 2019.

En août 2022, après que John Lee et d'autres représentants du gouvernement ont critiqué la visite de Nancy Pelosi à Taïwan en 2022, alors que l'article 13 de la Loi fondamentale stipule que le gouvernement local n'est pas responsable des affaires étrangères, Fan déclare que Lee et le gouvernement n'ont pas contredit la Loi fondamentale.
En avril 2023, Fan déclare que les Conseils de district (en) devraient avoir des sièges élus démocratiquement et limités à 22 %, afin de se protéger des « forces occidentales ou des partisans de l'indépendance de Taïwan ».

## Distinctions et hommages

### Décorations britanniques
- Officier de l'ordre de l'Empire britannique (4e classe) (OBE) en 1987[12].
- Commandeur de l'ordre de l'Empire britannique (3e classe) (CBE) en 1992[13].

### Décorations hongkongaises
- Médaille Grand Bauhinia (GBM) le 1er juillet 2007[14].

- Étoile de Bauhinia d'or (en) de l'ordre de l'étoile de Bauhinia (GBS) le 1er juillet 1998[14],[15].

### Distinctions
- Juge de paix (JP).
- Docteur honoris causa en sciences sociales  de l'Université de Hong Kong en 2009[16],[17].
- Docteur honoris causa en sciences politiques de l'Université chinoise de sciences politiques et de droit en 2003[18].